# Garrya veatchii
Garrya veatchii är en garryaväxtart som beskrevs av Albert Kellogg. Garrya veatchii ingår i släktet Garrya och familjen garryaväxter. Inga underarter finns listade.

## Bildgalleri

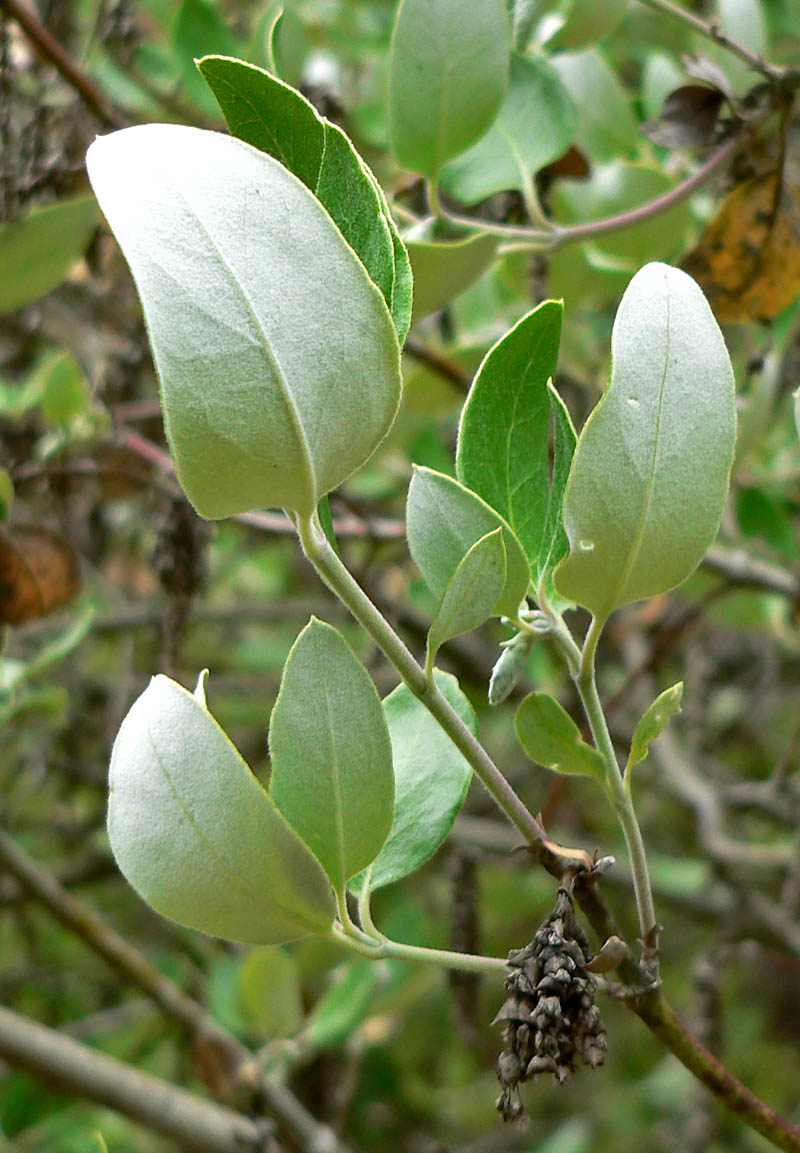
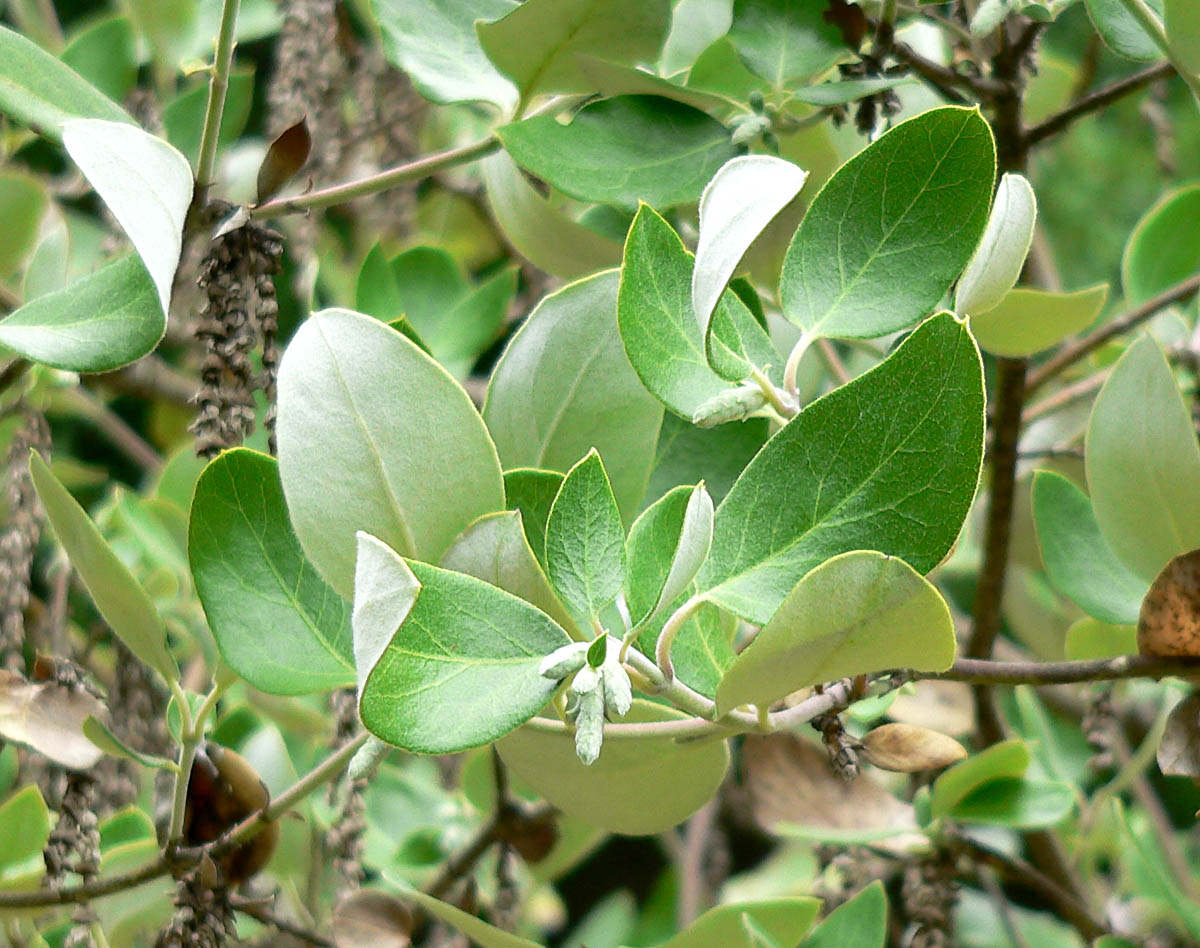